# 4962 Vecherka
4962 Vecherka este un asteroid din centura principală, descoperit pe 1 octombrie 1973 de Tamara Smirnova.